# Селевкия
Селевкия на Тигре (др.-греч. Σελεύκεια ἐπὶ τῷ Τίγρει) — древний город на реке Тигр, развалины которого, известные под названием Тель-Умар, находятся в 25 км к югу от Багдада. На противоположной стороне реки был расположен другой великий город античности — Ктесифон.

## История
С древности неподалёку от Селевкии находилось оживленное поселение Упи (Опис). Город Селевкия был основан полководцем Селевком Никатором в качестве столицы своего царства — одного из появившихся после многочисленных разделов империи Александра Македонского. Датой основания города можно считать 306—305 г. до н. э. После битвы при Ипсе (301 г. до н. э.), когда к Селевку перешли также сирийские и малоазийские территории, была основана новая столица на западе — Селевкия в Пиерии (позже столица была перенесена в более удобную Антиохию). Селевкия оставалась восточной столицей и резиденцией сына царя — соправителя восточных сатрапий.
Никатор основал город очень больших размеров, по образцу Александрии, в которой Селевк пребывал продолжительное время, спасаясь от преследований Антигона Одноглазого и Деметрия Полиоркета. Город был недонаселён, и в 283 г. до н. э., Антиох I Сотер переселяет в Селевкию жителей Вавилона и переводит вавилонское святилище с сохранением прежнего названия — Эсагила. Известно также, что небесным покровителем Селевкии был бог с македонским именем Аполлон Комайос, святилище которого находилось в центре города. Таким образом, в городе существовало две основные группы населения — вавилоняне и эллинизированные македоняне. В монетном чекане встречаются экземпляры с изображением двух богинь, держащихся за руки, что символизировало согласие между двумя общинами, стоящее в основе благосостояния города.
В 141 г. до н. э. город был захвачен парфянами. Но не исключено, что огромный, сильно укреплённый город сам сдался парфянам в обмен на широкие права самоуправления, которыми он пользовался вплоть до «великого восстания» 36-43 гг.
В 128 г. до н. э. ненадолго перешёл под власть Деметрия II, в 126/7 г. — Гиспаосина Харакенского.
По свидетельству Плиния, количество облагаемых налогами жителей достигало 600 тысяч человек (рубеж н. э.). У античных авторов город удостаивается хвалебных эпитетов urbis maxima — наибольший, крупнейший город.
В 117 г. н. э. город был захвачен легионерами Траяна, но из-за невозможности удержать город многие здания были разрушены или сожжены.
В 164 г. в результате очередной римско-парфянской войны город был захвачен легионами Авидия Кассия. Из святилища римлянами была вывезена статуя Аполлона Комайоса, которая затем была водружена на Капитолийском холме в Риме. В это время население Селевкии достигало 300 тысяч человек. Эпидемию чумы 165 года, прошедший по всей Римской империи, многие связывали с гневом бога, статуя которого была перемещена со своего места.
В начале III века Селевкия всё ещё существовала. Представитель новой правящей династии Ирана, шаханшах Ардашир, основал на противоположном берегу Тигра новую Селевкию, назвав её своим именем Вех-Ардашир («Победа Ардашира») в честь победы над последним представителем парфянской династии — царевичем Валарашем. В новый город были переселены жители ветшающей Селевкии.
Либаний, позднеримский автор, описывавший походы императора Юлиана на восток, говорит о покинутых руинах Селевкии, неподалёку от которых, на берегу Тигра, смертельно раненый Юлиан скончался в своем походном шатре (363 г.). Раннеарабские авторы, повествуя о войнах арабов, упоминают о двух городах на берегах Тигра, называя это место «аль-Мадаин» (в переводе — «города»).
В 3-м или 4-м веке Селевкия стала важным центром христианства в Иране. В 410 году под председательством Мар Исаака, епископа Селевкии, собрался синод, на котором епископа Селевкии провозгласили предстоятелем Церкви Востока с титул «Католикос».  

## Исследования города
Селевкия была локализована в 1920-х годах немецкими археологами Зарре и Херцфельдом. Тогда же исследовались руины сасанидского города. В 1927—1932 годах на городище Селевкии производились раскопки американской археологической школы в Багдаде под руководством профессора Лероя Уотермена. Для исследования, наряду с традиционным вскрытием культурного слоя было использована аэрофотосъёмка, новейший для того времени метод исследования, позволивший в короткие сроки, с минимальными затратами, установить общую топографию городища и представить структуру существовавшего когда-то на этом месте города.
Также был исследован один из кварталов в центральной части города, представляющий собой блок размером 140×70 метров. Была вскрыта последовательность из трех основных слоев, датированных от середины II в. до н. э. до нач III в. н. э.
В 1964—1989 годах городище исследовалось экспедицией туринского университета, было исследовано здание государственного архива в царском квартале и проведены исследования оплывшего сооружения непонятного назначения, расположенного севернее архива.